# Pigeon Creek (Ohio)
Pigeon Creek es un lugar designado por el censo ubicado en el condado de Summit en el estado estadounidense de Ohio. En el Censo de 2010 tenía una población de 882 habitantes y una densidad poblacional de 380,49 personas por km².

## Geografía
Pigeon Creek se encuentra ubicado en las coordenadas 41°6′36″N 81°40′20″O / 41.11000, -81.67222. Según la Oficina del Censo de los Estados Unidos, Pigeon Creek tiene una superficie total de 2.32 km², de la cual 2.32 km² corresponden a tierra firme y (0%) 0 km² es agua.

## Demografía
Según el censo de 2010, había 882 personas residiendo en Pigeon Creek. La densidad de población era de 380,49 hab./km². De los 882 habitantes, Pigeon Creek estaba compuesto por el 96.15% blancos, el 1.93% eran afroamericanos, el 0% eran amerindios, el 1.25% eran asiáticos, el 0% eran isleños del Pacífico, el 0% eran de otras razas y el 0.68% pertenecían a dos o más razas. Del total de la población el 0.91% eran hispanos o latinos de cualquier raza.